# Hiroshi Yamazaki
Hiroshi Yamazaki (山崎 博, Yamazaki Hiroshi) né le 21 septembre 1946 à Nagano et mort le 5 juin 2017 est un photographe japonais dont l'œuvre est consacrée au soleil et à la mer.
Né dans la préfecture de Nagano le 21 septembre 1946, Yamazaki étudie à l'université Nihon mais arrête ses études en 1968 pour commencer une carrière de cameraman un an plus tard, travaillant à la fois en photographie et dans le format 16mm.
Yamazaki est surtout connu pour deux séries. « Heliography » utilise les longues expositions pour montrer le chemin du soleil près de la ligne d'horizon. « Horizon » (Suiheisen saishū)est une étude des horizons de mer.
Il est lauréat de la 26e édition du prix Ina Nobuo en 2001.
Yamazaki devient professeur à part entière à l'université d'art et de design du Tōhoku en 1993 et enseigne également à l'université d'art de Musashino et à la TPO Photo School.

## Expositions personnelles de Yamazaki
- "Observation". Galleria Grafica (Tokyo), 1974, 1976, 1977, 1978, 1979[7].
- Exhibition of 16mm work. Underground Cinématheque (Tokyo), 1976[7]
- Exhibition. Box Gallery (Nagoya), 1981[7].
- "Optical Landscape on Movie". Image Forum (Tokyo), 1982[7].
- "Yamazaki Hiroshi 1972–82". Zeit Foto Salon (Tokyo), 1982[7].
- "Ten Points Heliography". Konishiroku Photo Gallery (Tokyo), 1982[7].
- "Heliography Day and Year". Ginza Nikon Salon (Tokyo), 1982[7].
- "Optical Landscape". Nagase Photo Salon (Tokyo), and elsewhere, 1983, 1987, 1989[7].
- "Suiheisen saishū". Polaroid Gallery (Tokyo), 1984[7].
- "Suiheisen saishū II". Olympus Gallery (Tokyo); Picture Photo Space (Osaka), 1984[7].
- "Fix and Movement" (movie exhibition). Funabashi Seibu Art Spot (Funabashi), 1990[7].
- "Sakura". Zeit Foto Salon (Tokyo), 1990[7].
- "Critical Landscape". Hillside Gallery (Tokyo), 1990[7].
- "Yamazaki Hiroshi 1969–1992". Plaza Gallery (Tokyo), 1993[7].
- "Sakura – Equivalent". Hosomi Gallery (Tokyo), Temporary Space (Sapporo), 1993[7].
- "Walking Works". Gallery Art Graph (Tokyo), 1994[7].
- "Suiheisen saishū III". Contax Salon (Tokyo), 1994[7].
- "Cherry Blossom". Ginza Nikon Salon (Tokyo), Osaka Nikon Salon (Osaka), 2001[7].
- "Yamazaki Hiroshi Early Works" 1969–1974". Place M (Tokyo), 2002[7].
- "Cherry Blossom". Shinjuku Nikon Salon (Tokyo)[8] Osaka Nikon Salon (Osaka), 2005[9].
- "Ugoku shashin! Tomaru Eiga!!". Creation Gallery G8, Guardian Garden (Tokyo), 2009[7].

## Publications de Yamazaki

### Albums de Yamazaki
- Heliographie. Tokyo: Seikyūsha 1983. Texte en japonais et en anglais.
- Suiheisen saishū: Yamazaki Hiroshi shashinshū (水平線採集：山崎博写真集 (?)) / Horizon. Tokyo: Rikuyōsha, 1984.  (ISBN 4-89737-094-9)
- Hiroshi Yamazaki: Critical landscape. Tokyo: Hillside Gallery, 1990.

### Autres albums avec des œuvres de Yamazaki
- Shashin toshi Tōkyō (写真都市Tokyo?) / Tokyo / City of Photos. Tokyo : Musée métropolitain de photographie de Tokyo, 1995. Catalogue d'une exposition de 1995. (Les autres photographes dont des œuvres sont incluses sont Takanobu Hayashi, Hiroh Kikai, Ryūji Miyamoto, Daidō Moriyama, Shigeichi Nagano, Ikkō Narahara, Mitsugu Ōnishi, Masato Seto, Issei Suda, Akihide Tamura et Tokuko Ushioda.) Légendes et textes en japonais et en anglais.
- Stack, Trudy Wilner, ed. Sea change: The seascape in contemporary photography. Tucson, Ariz.: Center for Creative Photography, 1999.  (ISBN 0-938262-32-7)

## Publications sur Yamazaki
- Yamazaki Hiroshi, "Ugoku shashin! Tomaru eiga!! 山崎博「動く写真! 止まる映画!!」 (?). Time Tunnel series, vol. 28. Tokyo: Guardian Garden, 2009.